# DuPont de Nemours
DuPont de Nemours (bis Juni 2019: DowDuPont) ist ein US-amerikanischer Konzern. Er ist einer der weltweit größten Konzerne der Chemischen Industrie und in ca. 90 Ländern aktiv. In den Forbes Global 2000 der weltweit größten Unternehmen belegt DowDuPont Platz 122 (Stand: Geschäftsjahr 2017). Das Unternehmen kam Mitte 2018 auf einen Börsenwert von über 155 Mrd. US-Dollar.

## Geschichte

### Fusion zwischen Dow und DuPont

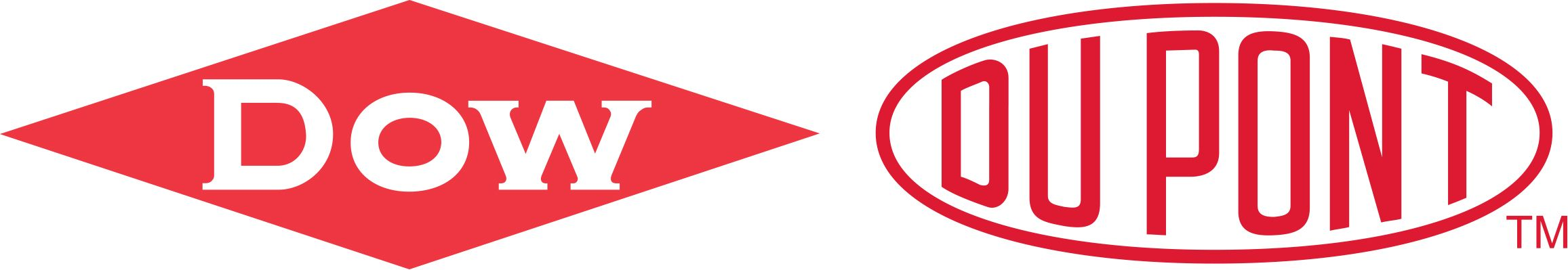
Logo nach der Fusion

Eine geplante Fusion zwischen Dow Chemical und E. I. du Pont de Nemours and Company wurde erstmals im Dezember 2015 bekannt gegeben. Zum 1. September 2017 wurde die Fusion schließlich abgeschlossen und das neue Unternehmen DowDuPont entstand. Es war geplant, das neue Unternehmen DowDuPont innerhalb von 18 Monaten wieder getrennt nach Branchen und Anwendungsbereichen aufzuspalten. Diese Branchen sind:
- Agriculture (Agrarchemikalien)

Der Bereich Agriculture wurde am 3. Juni 2019 abgetrennt. Das neue Unternehmen trägt den Namen Corteva, Inc.
- Materials Science (Kunststoffe)

Der Bereich Materials Science wurde am 1. April 2019 abgetrennt. Das Unternehmen führt den Namen Dow, Inc.
- Specialty Products (Spezialchemikalien)[6]

Der Bereich ist seit dem 3. Juni 2019 der einzige verbleibende Geschäftsbereich des Unternehmens.

### Nach der Aufteilung
Nachdem zum 3. Juni 2019 auch Corteva abgespalten worden war, nannte sich das Unternehmen wieder um in DuPont de Nemours, Inc.

## DowDuPont in Deutschland

### Standorte nach der Fusion
Wie bereits die Vorgängerunternehmen, ist DowDuPont auch in Deutschland aktiv.
Seit April 2025 ist Ute Spring die Präsidentin von Dow Deutschland, Österreich und der Schweiz sowie Vorstandsvorsitzende von Dow Deutschland.
Von Dow eingebrachte Standorte
- Ahlen
- Bitterfeld
- Böhlen
- Bomlitz, zu Details siehe auch Gemeinde Bomlitz
- Leuna
- München
- Ohrensen
- Rastatt
- Rheinmünster
- Rostock
- Schkopau
- Schwalbach
- Stade
- Teutschenthal
- Wiesbaden

Die Standorte in Schkopau, Böhlen, Leuna und Teutschenthal werden vom Tochterunternehmen Dow Olefinverbund betrieben.
Von DuPont eingebrachte Standorte
- Buxtehude
- Neu-Isenburg
- Niebüll, über die Tochter Danisco
- Uentrop

### Standorte der DuPont de Nemours
Nach der Abspaltung von Corteva und Dow im Jahr 2019 verblieben in Deutschland neben der Deutschland-Zentrale in Neu-Isenburg die folgenden DuPont Produktionsstandorte: Niebüll, Hamm-Uentrop, Bomlitz, Schkopau und Wiesbaden. Zusätzlich wurde 2019 das Membrangeschäft von BASF übernommen, dessen Hauptsitz sich in Greifenberg befindet.
Durch die Abspaltung des Geschäftsbereichs Nutrition & Biosciences (Lebensmittelzusatzstoffe und Biotechnologie) im Jahr 2021 sowie dem Verkauf des Geschäftsbereichs Mobility & Materials (Spezialpolymere) im Jahr 2022 betreibt DuPont in Deutschland noch die folgenden Produktionsstandorte: Neu-Isenburg, Greifenberg, Schkopau und Wiesbaden.

## Kritik

### Umweltverschmutzung
DuPont de Nemours führte 2019 den Toxic 100 Water Polluters Index an und ist demnach der größte Verschmutzer von Wasser in den Vereinigten Staaten. Die Vorgängerfirma E. I. du Pont de Nemours and Company, aus der DuPont de Nemours entstand, war in mehrere Umweltskandale verwickelt, darunter die Kontamination von Trinkwasser in Parkersburg und die Verbreitung von Falschinformationen bezüglich der Chemikalie Perfluoroctansäure (PFOA), welche sehr persistent, stark bioakkumulativ und toxisch ist.